# ЦУМ Луцьк
Центральний універмаг Луцька — торговий центр у центрі Луцька. Нині ЦУМ вміщує майже 80 магазинів та бутіків. Найбільшу площу займають магазин турецького бренду LC Waikiki, ресторан швидкого харчування та української кухні Пузата хата, а також супермаркет Сільпо. Також в універмазі є квітковий павільйон, арт-галерея, туристична агенція, салон краси, книгарня, банкомати, термінали, обмінний пункт тощо.

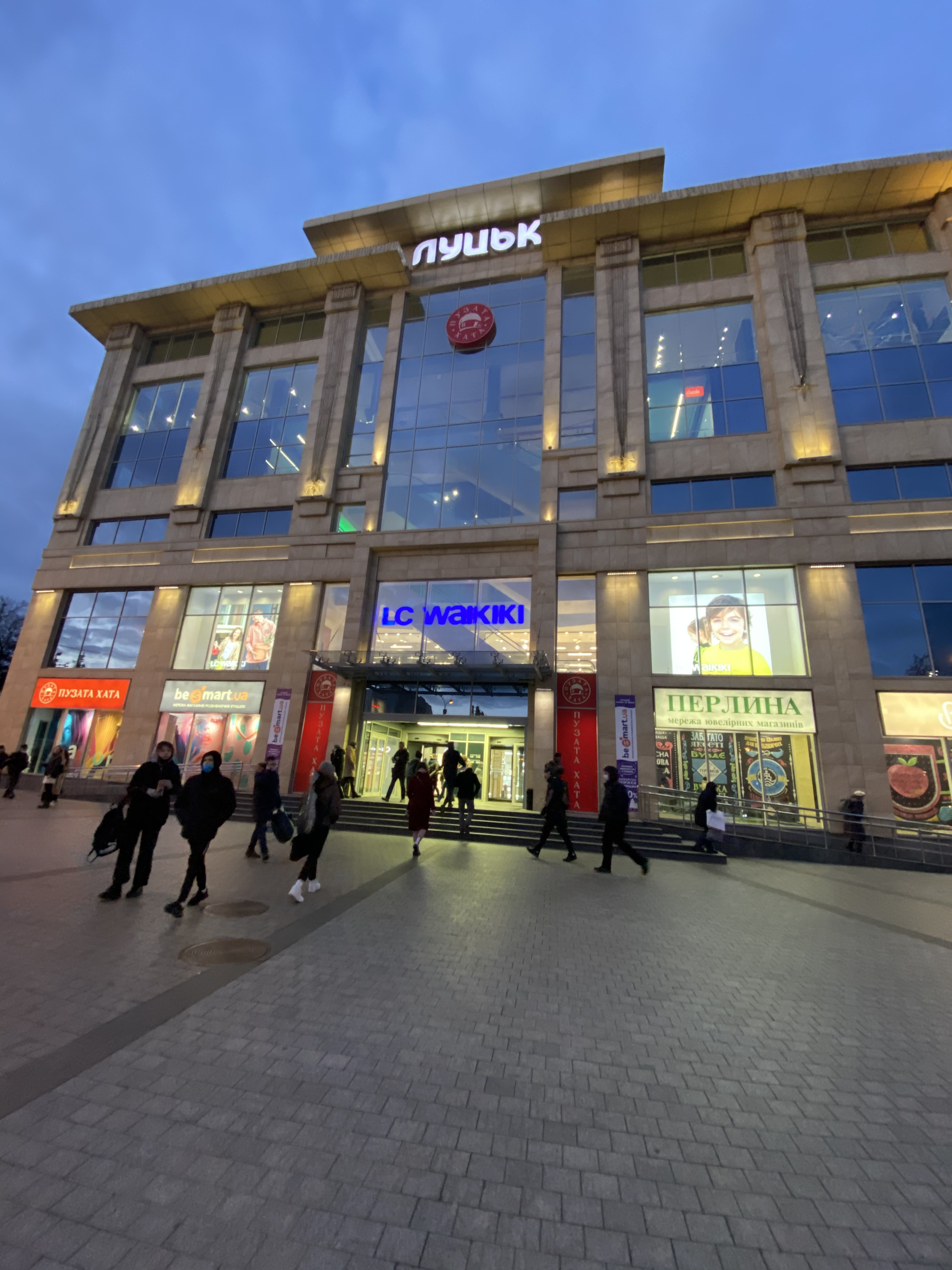
ЦУМ у Луцьку

Оновлений універмаг після реконструкції відкрили 30 листопада 2012 [Архівовано 17 червня 2019 у Wayback Machine.] (реконструкція тривала менше року. Архітектор Богдан Гой). Попередня будівля універмагу «Луцьк» була запроєктована групою архітекторів на чолі з Євгеном Ходаковським і відкрилася наприкінці 1960-х років. У грудні 2011 споруда зруйнована через пожежу.
Приміщення універмагу обладнані ескалаторами та двома заскленими ліфтами. Архітектурно будівля зберігає строгу симетричність фасаду, а кольоровою гамою доповнює ансамбль Театрального майдану, адже виконана у жовтуватих відтінках.
У серпні 2019 року на п'ятому поверсі ЦУМу відкрили кімнату матері і дитини. Кімната обладнана сповивальним столиком, кріслом для годування, мікрохвильовою піччю, раковиною і необхідними засобами гігієни. Також в кімнаті є окремий санвузол та місце для коляски.